# Centro de Tecnologia Canavieira
Pour les articles homonymes, voir CTC.
Le Centro de Tecnologia Canavieira (CTC, Centre de technologie cannière) est une centre brésilien de recherche sur la canne à sucre, dont le siège se situe à Piracicaba (São Paulo) dans l'une des régions du Brésil où le secteur agroalimentaire est très prospère.

## Histoire
Le CTC a été créé en 1969 pour répondre aux besoins technologiques des producteurs de canne à sucre de la coopérative Copersucar. En 2004, le Centre de recherche sur la canne à sucre a commencé à offrir des innovations et des technologies également aux producteurs de canne à sucre et aux transformateurs associés de l'ensemble du Brésil. Le CTC a été transformé en société anonyme (SA) en 2011, ses actionnaires majoritaires étant depuis lors Copersucar et Raízen.

## Réseaux
Le CTC compte plus de 130 membres associés, parmi les  moulins et des groupements de producteurs de canne à sucre, représentant des milliers d'agriculteurs et environ 60 % de production de canne à sucre du Brésil.
Le programme de sélection de nouvelles variétés est l'un des projets les plus importants du CTC en raison de ses effets globaux sur la compétitivité des producteurs brésiliens de canne à sucre. Mais il existe également d'autres projets de recherche importants dans des domaines de la  culture de la canne et des  procédés de production industrielle.
En juin 2017, le CTC a été autorisé à cultiver et commercialiser des variétés de canne à sucre génétiquement modifiées

## Domaines de recherche
- Biotechnologie ;
- Protection des plantes ;
- Ingénierie agricole et industrielle ;
- Agronomie ;
- Création de variétés ;
- Production d'éthanol ;
- Production d'énergie ;
- Production de sucre.